# 奇爾特恩鐵路
奇爾特恩鐵路（英語：Chiltern Railways）是英國的一家鐵路公司，運行連接倫敦和伯明翰兩地的客運列車。奇爾特恩鐵路成立於1996年，是英國全國鐵路的一員。奇爾特恩鐵路在倫敦的主要車站是馬里波恩站。現在奇爾特恩鐵路運營有五條鐵路線路的客運業務。奇爾特恩鐵路被認為是英國最好的鐵路運營商之一，公共績效評估（PPM）經常超過90% 。

## 外部連結

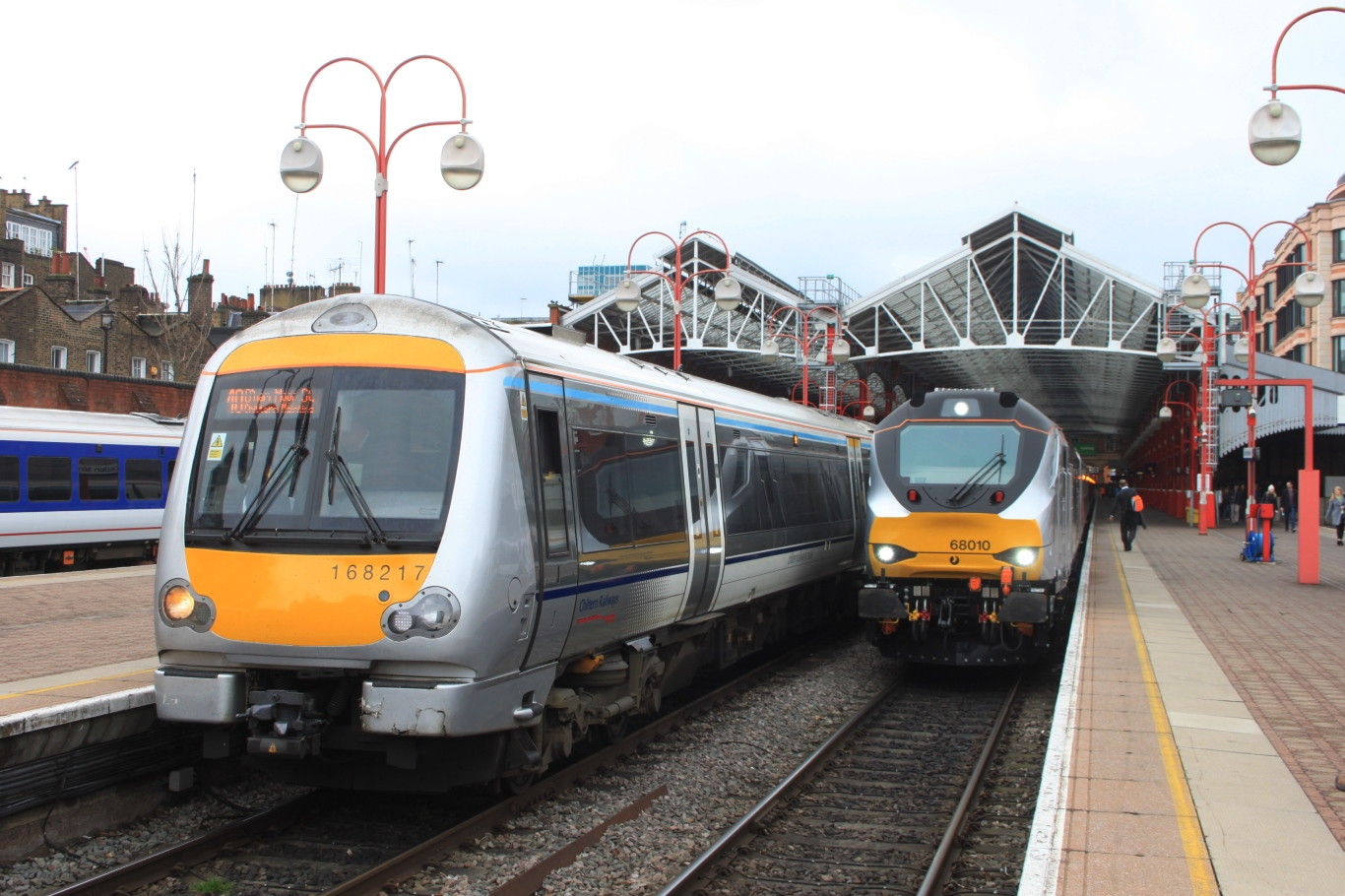
奇爾特恩鐵路的列車

- Chiltern Railways 官方網站（页面存档备份，存于）

1. ↑  .   [2018-02-01]. （原始内容存档于2017-12-28）.